# Лаптева, Анна Григорьевна
А́нна Григо́рьевна Ла́птева (род. 11 мая 1943) ― советская театральная актриса. Народная артистка Российской Федерации (2004), актриса Амурского областного театра драмы.

## Биография
Родилась 11 мая 1943 года на Украине.
Родители её в 1950 году переехали в город Миасс (Челябинская область), где Анна окончила среднюю школу, работала на стройке и на заводе «Уралмашзавод» имени Сталина. 
В 1962-м году поступила в Театральное училище в городе Казань (Татарская АССР). После завершения учёбы в училище молодую актрису пригласили в театр Бугульмы (Татарская АССР). В этом театре она служила 7 лет, там же вышла замуж.
В 1968 году Анна Лаптева переехала в город Златоуст, здесь начала работать в областном драматическом театре, однако уже через год, в 1969 году, новый переезд, уже в Сибирь, в Черемхово Иркутской области, где артистка проработала в местном театре 11 лет.
В 1982 году перевелась в театр имени А.Н. Островского города Кинешма, а в 1985-м вместе с мужем М.В. Демидовым приехала в Благовещенск (Амурская область), где по настоящее время служит в Амурском областном театре драмы. Журналист и драматург Нина Дьякова:

В Благовещенск семья переехала из Иркутска, поездом. Вышла тогда Анна Григорьевна из вагона на перрон и вдруг оцепенела от ощущения, что здесь она когда-то уже бывала. Ну, точно, бывала! Наверное, в прежней жизни. И снова - здесь, уже лет через тысячу, не меньше. Ну просто - дома! Сейчас надо ехать прямо, потом повернуть направо, потом миновать пару кварталов - и вот он Театр!... Теперь уже и не представляет себе других жизненных вариантов, кроме Благовещенска.— 
За заслуги перед советским театральным искусством Анна Лаптева была удостоена почётных званий «Заслуженная артистка РСФСР» (25 июня 1980 года) и «Народная артистка Российской Федерации» (10 марта 2004 года).

## Театральные роли
- 1997 — Миссис Пайпер, «Миссис Пайпер ведёт следствие» Д. Поппуэлл
- 1997 — Миссис Хиггинс, «Пигмалион» Б. Шоу
- 1997 — Алла Сергеевна, «Гусар из КГБ» Б. Рацера, В. Константинова
- 1997 — Беттина, «Цилиндр» Эдуардо де Филиппо
- 1997 — Полина, «Выходили бабки замуж» Ф. Булякова
- 1997 — Вера Эдуардовна, «Женский монастырь» Вл. Дыховичного, М. Слободского
- 1997 — Марфа, «На золотом дне» Д. Мамина-Сибиряка
- 1998 — Сара Бернар, «Смех лангусты» Д. Моррелл
- 1998 — Проводница, «Приятная женщина с цветком и окнами на север» Э. Радзинского
- 1998 — Герцогиня Мальборо, «Стакан воды» Э. Скриб
- 1998 — Нерина, «Плутни Скапена» Ж.Б. Мольера
- 1999 — Анна Андреевна, «Ревизор» Н.В. Гоголя
- 1999 — Ангелина Павловна, «Карты не врут» М. Ворофоломеева
- 2000 — 1-я сваха, «Русалка» А. Пушкина
- 2000 — Кубыркина, «Беда от нежного сердца» В. Сологуба
- 2001 — Вдова, «Требуется лжец» Д. Псафаса
- 2001 — Горожанка, «Быть или не быть» У. Гибсона
- 2001 — Маркиза, «О, Маритана!» П. Градова
- 2001 — Евдокия, «Родня» В. Крестовского
- 2002 — Гонерилья, «Король Лир» В. Шекспира
- 2002 — Фроська Козодуева, «Бесприданник» Л. Разумовской
- 2002 — Нянька, «Про Федота-стрельца, удалого молодца» Л. Филатова
- 2002 — Мадам Гильбер, «Мадам, звонят!» Ф. Кампо
- 2004 — Мурзавецкая М.Д., «Волки и овцы» А. Островского
- 2004 — Сурмилова, «Лев Гурыч Синичкин» Д. Ленского
- 2005 — Софья Ивановна, «Пока она умирала» Н. Птушкина
- 2005 — Лиса Алиса, «Золотой ключик, или новые приключения Буратино» В. Масальского
- 2005 — Львович, «Я люблю тебя, эскадрилья!» А. Яковлева
- 2006 — Фарпухина Софья Петровна, «Дядюшкин сон» Ф. Достоевского
- 2006 — Турусина Софья Игнатьевна, «На всякого мудреца довольно простоты» А. Островского
- 2006 — Голда, мать Менахема, «Поминальная молитва» Г. Горина
- 2006 — Мадам Карлье, «Блез» К. Манье
- 2007 — Памела Кронк, «Как бы нам пришить старушку» Дж. Патрика
- 2007 — Миссис Туз, «Все в саду» Э. Олби
- 2008 — Анфиса, «Прозоровы. Взгляд из будущего» А.П. Чехова
- 2008 — Глафира Фирсовна, «Ва-банк» А. Островского
- 2008 — Мамаша, «Клинический случай» Р. Куни
- 2009 — Мать, «Исповедь грешного сына» А. Дударева
- 2010 — Двойра, «Искатели счастья» Зельцера, Кобец
- 2010 — Александра Борисовна, «Четыре карата взаймы» И. Афанасьева
- 2011 — Мадама, «Мадама, или Сага о восточном Париже» И. Афанасьева
- 2011 — Царица Екатерина, «Ночь перед Рождеством» Н.В. Гоголя
- 2011 — Джулия, председатель оперной гильдии, «Одолжите тенора» К. Людвига
- 2012 — Марселина, «Безумный день, или Женитьба Фигаро» П. Бомарше
- 2012 — тётя Гали Савельевой, «Вас вызывает Таймыр» А. Галича, К. Исаева
- 2012 — Раиса Павловна Гурмыжская, «Лес» А.Н. Островского
- 2013 — Анни, «Леди на день» О. Данилова
- 2013 — Флоренс Снайдер, «Примадонны» К. Людвига
- 2013 — Старуха Хлестова, «Горе от ума» А.С. Грибоедова
- 2013 — Бабка, «Семейный портрет с дензнаками» С. Лобозёрова
- 2014 — Дона Розилда, «Дона Флор и два её мужа» Ж. Амаду
- 2014 — Колдунья, «Похищение принцессы» Л. Титовой и А.Староторжского
- 2014 — Баба, «Новогоднее путешествие Деда Мороза на машине времени» М. Мокиенко
- 2015 — Дорида, «Диоген» Б. Рацера, И. Константинова
- 2015 — Гаврилова, «Счастливый номер» С. Белова
- 2016 — Шура, «Любовь и голуби» В. Гуркина
- 2016 — Даурка Дарсун, «Горький хлеб Албазина» Н. Дьяковой
- 2016 — Слава, «Это и есть любовь»
- 2017 — Яфа Биренбойм, «Брачный договор» Э. Кишона
- 2017 — Фелисата Герасимовна Кукушкина, «Доходное место» А. Островского
- 2018 — Графиня, «Пиковая дама» А. С. Пушкина
- 2018 — Г-жа Пернель, «Тартюф, или Обманщик» Мольера
- 2018 — Миссис Пэмбрук, «Искушение» Н. Дьяковой
- 2018 — Соседка, «Счастливые люди» Л. Завальнюка
- 2018 — Королева, «Щелкунчик-принц» Н. Дьяковой
- 2019 — Грета, «Тётки» А. Коровкина